# Ludwik Skrzyński
Ludwik Skrzyński herbu Zaremba (ur. 1816 we Lwowie, zm. 1 lutego 1881 w Wiedniu) – ziemianin, działacz gospodarczy, poseł do galicyjskiego Sejmu Krajowego i austriackiej Rady.

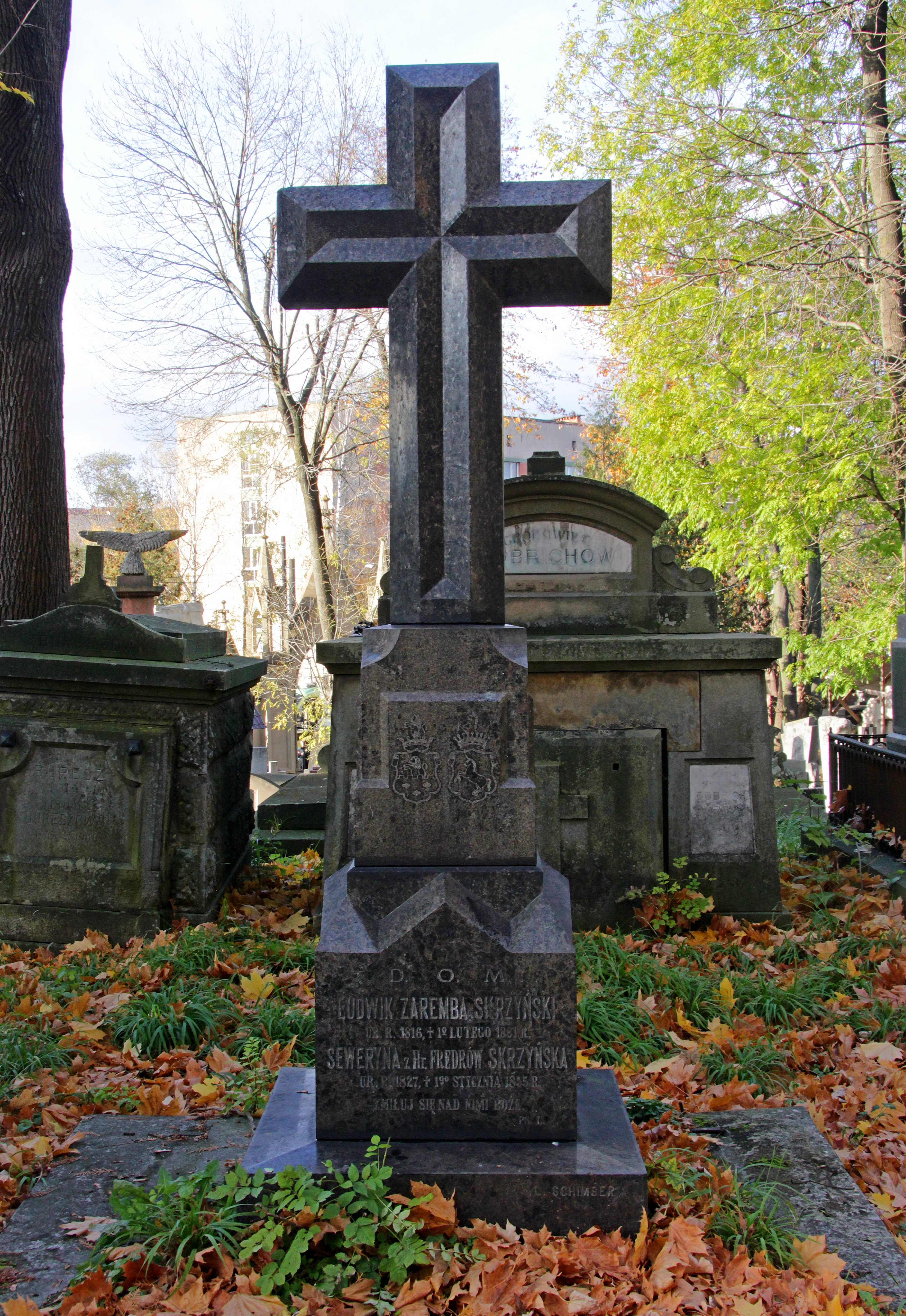
Nagrobek Ludwika i Seweryny Skrzyńskich

## Życiorys
Prawdopodobnie odbył studia uniwersyteckie we Lwowie i Berlinie.
Ziemianin, w połowie XIX wieku był właścicielem posiadłości tabularnych Bartkówka, Hłudno Dolne i Górne, Nozdrzec z Karolówką, Pawłokoma. Od 1846 należał do Galicyjskiego Towarzystwa Gospodarskiego. W 1847 członek komisji zajmującej się zmianą statutu. Członek Komitetu GTG (6 lutego 1858 – 6 lutego 1860) oraz jego wiceprezes (30 stycznia 1866 – 16 lutego 1868). Wraz z Kazimierzem Krasickim zorganizował wzorowe gospodarstwo rolnicze w Dublanach, stanowiące zaczątek późniejszej Szkoły Rolniczej w Dublanach. Członek Galicyjskiego Towarzystwa Kredytowego Ziemskiego, gdzie w latach 1868–1871 był delegatem do ogólnego zgromadzenia. Od 1855 członek Galicyjskiej Kasy Oszczędności, był członkiem jej Wydziału (1855–1865 i 1870–1881) i kuratorem (1857–1867). Współorganizator Banku Hipotecznego, w latach 1867–1881 członek jego rady nadzorczej. Był również członkiem rady nadzorczej Galicyjskiego Towarzystwa Budowlanego (1870).
Aktywny politycznie w okresie Wiosny Ludów. Członek Centralnej Rady Narodowej we Lwowie, wybrany z grona członków sejmu stanowego. Jednocześnie odmówił wejścia do tworzonej przez gubernatora Franza Stadiona Rady Przybocznej przy gubernium. W latach 1848–1849 współpracował ze wspieraną przez Stowarzyszenie Ziemiańskie konserwatywną „Polską”. Od 1860 współorganizator wraz z Adamem Sapiehą pisma „Głos”.
Poseł do Sejmu Krajowego Galicji I, II i III kadencji (1861–1878), wybrany w I kurii w 1876 z obwodu Sanok, z okręgu wyborczego Sanok, od 1877 z okręgu rzeszowskiego. 30 września 1878 zrzekł się mandatu. W Sejmie pracował w komisji budżetowej. Aktywny na terenie Sejmu, związany z grupą liberalno-demokratyczną. Zgłaszał wnioski zmierzające do zwiększenia reprezentacji miast w Sejmie (1866, 1874). Popierał Aleksandra Dunina Borkowskiego domagającego się wprowadzenia języka polskiego jako urzędowego w Sejmie i Wydziale Krajowym. Przeciwnik Floriana Ziemiałkowskiego i Franciszka Smolki. Wypowiadał się także w sprawach gospodarczych, m.in. dot. górnictwa, regulacji rzek oraz propinacji. W latach 1865–1866 zastępca członka Wydziału Krajowego.
Był również wybieranym przez Sejm posłem do austriackiej Rady Państwa, I kadencji (1861), II kadencji (20 maja 1867 – 22 września 1867). W 1867 złożył mandat z powodu choroby. Potem był wybieranym w wyborach bezpośrednich posłem V kadencji (1 lipca 1878 – 8 listopada 1878) i VI kadencji (18 listopada 1879 – 1 lutego 1881). W kadencji V został wybrany w kurii I z okręgu wyborczego (Kołomyja-Horodenka-Śniatyń-Kossów-Nadwórna) w miejsce Antoniego Golejewskiego który zrezygnował. Na początku 1878 zrezygnował z mandatu deputowanego; zastąpił go Alfons Czajkowski. Latem 1878 powrócił jednak do parlamentu wiedeńskiego, gdy po złożeniu mandatu przez Antoniego Golejewskiego został wybrany w wyborach uzupełniających w kurii I w okręgu wyborczym nr 14 (Brzeżany-Przemyślany-Podhajce). Ponownie wybrany do Rady Państwa w kadencji VI z kurii I w okręgu wyborczym nr 9 (Sambor-Staremiasto-Turka-Drohobycz-Rudki). Członek Koła Polskiego, gdzie należał do grupy liberalno-demokratycznej, zdominowanej przez stańczyków. Wobec braku wpływu na politykę Koła w czerwcu 1878 wraz z Ottonem Hausnerem, Kornelem Ujejskim, Agenorem Gołuchowskim i Ludwikiem Wolskimm demonstracyjnie wystąpił z Koła Polskiego. Secesjoniści utworzyli odrębną grupę polskich liberalnych demokratów oświadczając zarazem, że w kwestiach narodowych nadal będą głosować z Kołem.
Pochowany na cmentarzu Łyczakowskim we Lwowie.

## Publikacje Ludwika Skrzyńskiego
- O stosunkach włościańsko-gospodarskich i o potrzebie kredytu rolniczego w Galicji, Lwów 1859[13]
- Mowy Ludwika Skrzyńskiego posła sanockiego wypowiedziane w Sejmie w czasie V sesji, 1874 r. Lwów 1874[14],

## Rodzina
Urodził się w rodzinie ziemiańskiej, syn Wincentego Skrzyńskiego (1771–1850) i Konstancji z Fredrów (1785–1865), córki starszej siostry Aleksandra Fredry. Jego braćmi byli Władysław (1804–1873), Ignacy (1807–1895), Ksawery Franciszek (1811–1892), ksiądz Henryk (1822–1903) i kapitan wojsk austro-węgierskich, Włodzimierz (zm. w Paryżu). Od 1846 żonaty ze swoją kuzynką Seweryną (1827-1855), córką Seweryna Fredry i Domiceli z Konarskich. Mieli syna Seweryna (1847–1894), żonatego z Oktawią Justyną z Pietruskich (córką Oktawa Pietruskiego) oraz i córkę Marię Apolonię Konstancję (1850–1937), żonę hr. Kazimierza Badeniego.